# Харитоновка (Житомирская область)
Харито́новка (укр. Харитонівка) — село на Украине, основано в 1636 году, находится в Коростышевском районе Житомирской области.
Население по переписи 2001 года составляет 464 человека. Почтовый индекс — 12571. Телефонный код — 4130. Занимает площадь 1,606 км².

## Адрес местного совета
12525, Житомирская область, Коростышевский р-н, с.Харитоновка